# Reserveflotte

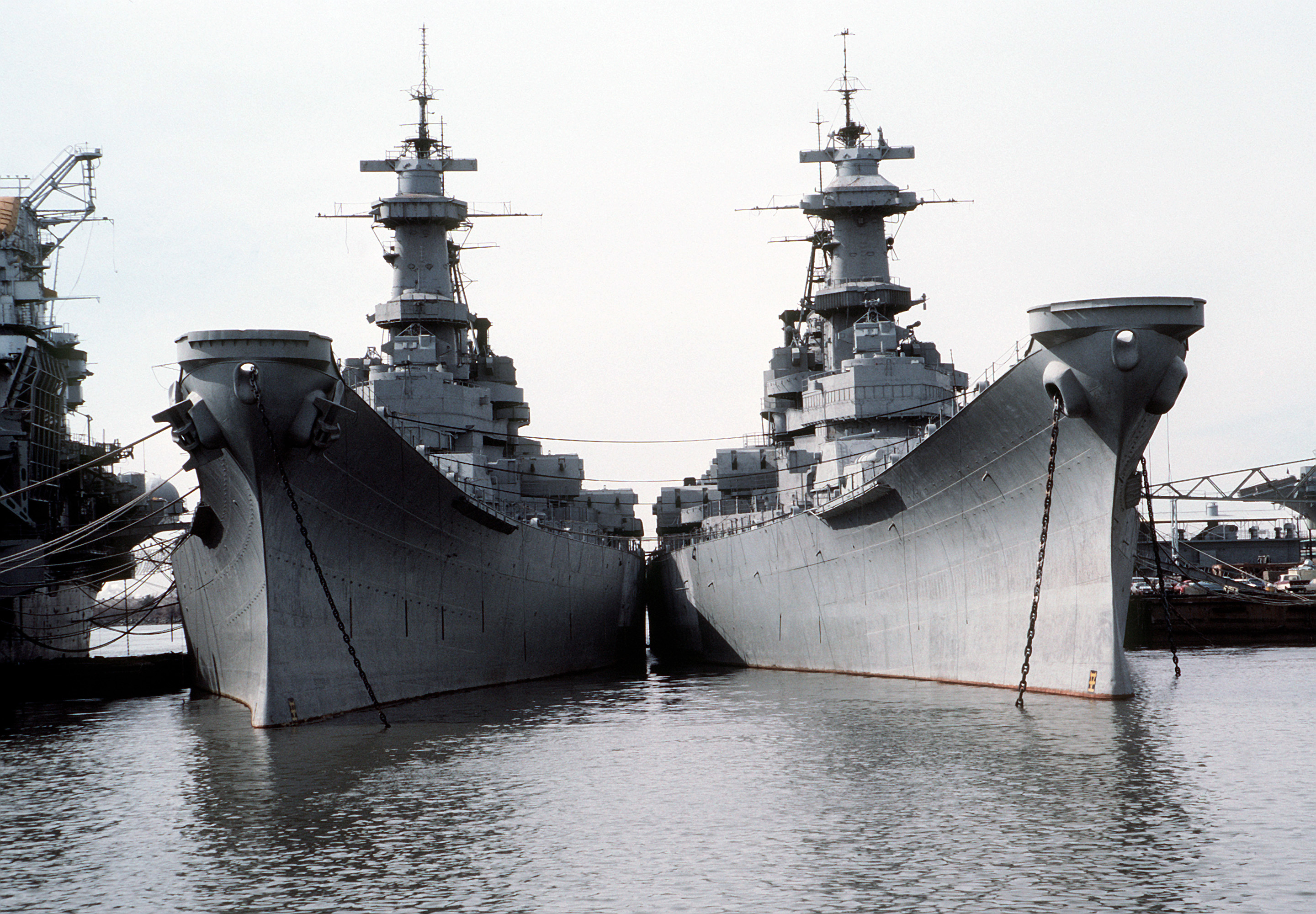
Iowa (rechts) und Wisconsin eingemottet. Elektronische Anlagen fehlen, Bugnummern sind überstrichen

Eine Reserveflotte oder auch umgangssprachlich Mothball Fleet (eingemottete Flotte) bezeichnet die Flotte aller Kriegsschiffe einer Marine, die einsatzfähig gehalten werden, jedoch nicht aktiv in Dienst stehen.
Diese eingemotteten Schiffe sind vollständig einsatzbereit, können aber (zum Beispiel durch Abdeckung oder Versiegelung wichtiger Teile des Schiffes) ein verändertes Aussehen haben. Es befindet sich jeweils eine Rumpfbesatzung (skeleton crew) an Bord, die die Einsatzfähigkeit des Schiffes gewährleistet, indem sie Wartungsarbeiten durchführt und darauf achtet, dass die Lenzpumpen in den Bilgen funktionieren.
Der Sinn einer Reserveflotte liegt in der Ersparnis für die betroffene Marine: Die Personalkosten werden ebenso reduziert wie die Aufwendungen für Wartung, Reparatur und Überholung. Andererseits werden Schiffe, die in Friedenszeiten nicht benötigt werden, so für die spätere Nutzung konserviert, im Kriegsfall können diese Einheiten relativ günstig und schnell wieder in die aktive Flotte eingegliedert werden. Eingemottete Einheiten werden für gewöhnlich in der Nähe von Marinewerften verankert, damit die Reaktivierung im Kriegsfall beschleunigt werden kann. Nach der Zeit als Reserve werden Schiffe zu Museumsschiffen umfunktioniert, verkauft, zerlegt oder als Zielschiff versenkt.
Beispielsweise befanden sich bis März 2006 noch zwei Schlachtschiffe der Iowa-Klasse in der Reserveflotte der US Navy, da der Kongress von der Marine gefordert hatte, die schweren Geschütze als Unterstützung für ein eventuelles Landungsunternehmen bereitzuhalten. Diese wurden später als Museumsschiffe konserviert.
Zu historischen Zeiten bestand zudem das Problem, dass Holzschiffe im Wasser relativ schnell verfaulten. Andererseits sollten sie auch nicht austrocknen, da sich die tragenden Teile sonst verzogen und die Beplankung undicht wurde. Um dies zu unterbinden, wurden z. B. in Karthago um 200 v. Chr. oder auch im spätmittelalterlichen Venedig die Hauptteile der Kampfflotten trocken an Land und in Gebäuden gelagert. Dazu gab es umfangreiche Arsenale, aus denen die Flotten binnen weniger Wochen wieder zu Wasser gelassen werden konnten.
Einige US-amerikanische Standorte:
- Alameda 37° 46′ 24″ N, 122° 18′ 7″ W
- Bremerton 47° 33′ 9″ N, 122° 39′ 16″ W
- James River 37° 7′ 26″ N, 76° 38′ 44″ W
- Neches River (Port Arthur) 30° 1′ 35″ N, 94° 0′ 47″ W
- Philadelphia 39° 53′ 19″ N, 75° 10′ 54″ W
- San Diego 32° 40′ 46″ N, 117° 7′ 37″ W
- Suisun Bay (Vallejo) 38° 4′ 15″ N, 122° 5′ 51″ W